# Dalopius singeri
Dalopius singeri là một loài bọ cánh cứng trong họ Elateridae. Loài này được Brancsik miêu tả khoa học năm 1914.